# Carbooncollege
Het Carbooncollege was tot 2012 een samenwerkingsverband van vier scholen gevestigd in Hoensbroek, Brunssum en Heerlen in de Nederlandse provincie Limburg.
De naam Carbooncollege verwijst naar het geologisch tijdperk Carboon, tussen 360 en 300 miljoen jaar geleden. Carboon was afgeleid van het Latijnse woord voor steenkool: carbonium. De naam verwijst naar het mijnverleden dat bepalend is geweest voor de ontwikkeling van de regio Parkstad.
Het Carbooncollege bestond uit vier scholen: 
1. Romboutscollege voor  vmbo-t, havo en atheneum in Brunssum
2. Emmacollege voor vmbo. Emmacollege is een school voor vmbo in Heerlen/Hoensbroek. Op Emma wordt de basis-kaderberoepsgerichte en theoretische leerweg aangeboden. Daarnaast bestaat er de mogelijkheid om de assistentenleerweg te volgen
  1. locatie 1: Emmacollege onderbouw
  2. locatie 2: Emmacollege bovenbouw
3. Broeklandcollege in Hoensbroek waar vmbo-t en een opstroomklas havo aanwezig zijn.
4. Sint-Janscollege in Hoensbroek voor havo, atheneum en gymnasium

Op 1 augustus 2006 zouden het Emmacollege, Broeklandcollege, Romboutscollege en het Sint-Janscollege fuseren tot het Carbooncollege. Echter zijn deze scholen nooit gefuseerd, maar bleven het aparte scholen met een eigen BRIN-nummer, die wel intensief samenwerken.

## LVO-Parkstad
Het Carbooncollege ging in 2012 een samenwerkingsverband aan met het Grotius College in Heerlen. De naam werd toen gewijzigd in LVO-Parkstad.